# Jaguar Mark VIII
Der Jaguar Mark VIII war eine viertürige Limousine der Oberklasse, die Jaguar im Oktober 1956 als Nachfolger des Jaguar Mark VII M auf den Markt brachte.
Der Jaguar Mark VIII besaß den Sechszylinder-Reihenmotor seines Vorgängers mit 3442 cm³ Hubraum, aber 210 bhp (154 kW).  Über ein Viergang-Getriebe mit Mittelschaltung trieb dieser die Hinterräder an. Er verhalf der Limousine zu einer Höchstgeschwindigkeit von 180 km/h. Auf Wunsch waren ein Overdrive oder ein Dreigang-Automatikgetriebe von BorgWarner erhältlich. Fahrgestell und Karosserie wurden vom Vorgänger übernommen, lediglich mit einigen Änderungen versehen: Der Kühlergrill wurde mit einer breiten Chromumrandung versehen, die nun leicht gebogene Windschutzscheibe verzichtete auf einen Mittelsteg, und die Innenausstattung war noch luxuriöser. Bis 1958 wurden 6224 Exemplare hergestellt.
1958 löste der Jaguar Mark IX dieses Modell ab.

## Produktionszahlen Jaguar Mark VIII
Gesamtproduktion 6.224 Fahrzeuge von 1956 bis 1959
|                  | Jahr | 1956 | 1957  | 1958  | 1959 | Summe |
| ---------------- | ---- | ---- | ----- | ----- | ---- | ----- |
| Jaguar Mark VIII |      | 148  | 3.609 | 2.401 | 66   | 6.224 |

Von den Jaguar Mark VIII waren 1.674 Linkslenker und 4.550 Rechtslenker. 